# Ejpovice
Ejpovice är en ort i Tjeckien.   Den ligger i regionen Plzeň, i den västra delen av landet, 80 km sydväst om huvudstaden Prag. Ejpovice ligger 360 meter över havet och antalet invånare är 540.
Terrängen runt Ejpovice är huvudsakligen platt, men söderut är den kuperad. Runt Ejpovice är det ganska glesbefolkat, med 34 invånare per kvadratkilometer. Närmaste större samhälle är Plzeň, 9,8 km väster om Ejpovice. I omgivningarna runt Ejpovice växer i huvudsak blandskog.